# جورج كوكس (لاعب كريكت)
جورج كوكس (9 نوفمبر 1859 في المملكة المتحدة - 24 فبراير 1936 في المملكة المتحدة) (بالإنجليزية: George Cox)‏ هو لاعب كريكت بريطاني (وحمل سابقاً جنسية المملكة المتحدة لبريطانيا العظمى وأيرلندا).

## وصلات خارجية
- جورج كوكس على موقع إي آس بي آن كريك إنفو (الإنجليزية)